# Madrid Tennis Grand Prix 1972
Il Madrid Tennis Grand Prix 1972 è stato un torneo di tennis giocato sulla terra rossa. È stata la 1ª edizione dell'ATP Madrid che fa parte del Commercial Union Assurance Grand Prix 1972. Si è giocato a Madrid in Spagna dal 16 al 22 aprile 1972.

## Campioni

### Singolare
Ilie Năstase ha battuto in finale  František Pála con il punteggio di 6–0, 6–0, 6–1

### Doppio
Ilie Năstase /  Stan Smith hanno battuto in finale  Andrés Gimeno /  Manuel Orantes con il punteggio di 6–2, 6–2